# كريستوفر ريد
كريستوفر ريد (بالإنجليزية: Christopher Reid)‏ هو مغني وكاتب سيناريو وممثل أمريكي، ولد في 5 أبريل 1964.

## وصلات خارجية
- كريستوفر ريد على موقع IMDb (الإنجليزية)
- كريستوفر ريد على موقع ميوزك برينز (الإنجليزية)
- كريستوفر ريد على موقع إن إن دي بي (الإنجليزية)
- كريستوفر ريد على موقع ديسكوغز (الإنجليزية)
- كريستوفر ريد على موقع قاعدة بيانات الفيلم (الإنجليزية)